# Nyaruguru (distrito)
Nyaruguru é um dos sete distritos da Província do Sul, no Ruanda. Sua capital é Kibeho, local de peregrinação da Igreja Católica.